# Volta a Eslovènia 2019
La Volta a Eslovènia 2019, 26a edició de la Volta a Eslovènia, es disputà entre el 18 de juny al 23 de juny de 2019 en cinc etapes i un total de 808,5 km. La cursa formava part del calendari de l'UCI Europa Tour 2019, amb una categoria 2.HC.
El vencedor final fou l'italià Diego Ulissi (UAE Team Emirates), que fou acompanyat al podi per Giovanni Visconti (Neri Sottoli-Selle Italia-KTM) i Aleksandr Vlàssov (Gazprom-RusVelo).

## Equips
L'organització convidà a prendre part en la cursa a dinou equips:
| WorldTeams (5)- Bahrain-Merida - Bora-hansgrohe - Mitchelton-Scott - Dimension Data - UAE Team Emirates Equips continentals professionals (8)- Androni Giocattoli-Sidermec - Bardiani CSF - Delko-Marseille Provence - Gazprom-RusVelo - Israel Cycling Academy - Neri Sottoli-Selle Italia-KTM - Nippo Vini Fantini Faizanè - Team Novo Nordisk Equips continentals (5)- AC Sparta Praha - Adria Mobil - Ljubljana Gusto Santic - Meridiana Kamen - Felbermayr Simplon Wels Equip nacional- Eslovènia |
| |

## Etapes
| Etapa    | Data       | Ciutats d'etapa             | type                      | Distància (km) | Vencedor de l'etapa | Líder de la general |
| -------- | ---------- | --------------------------- | ------------------------- | -------------- | ------------------- | ------------------- |
| 1a etapa | 19 de juny | Ljubljana – Rogaška Slatina | contrarellotge individual | 171            | Pascal Ackermann    | Pascal Ackermann    |
| 2a etapa | 20 de juny | Maribor – Celje             | etapa accidentada         | 146,3          | Luka Mezgec         | Luka Mezgec         |
| 3a etapa | 21 de juny | Žalec – Idrija              | etapa de mitja muntanya   | 169,8          | Diego Ulissi        | Diego Ulissi        |
| 4a etapa | 22 de juny | Nova Gorica – Ajdovščina    | etapa accidentada         | 153,9          | Giovanni Visconti   | Diego Ulissi        |
| 5a etapa | 23 de juny | Trebnje – Novo Mesto        | etapa plana               | 167,5          | Giacomo Nizzolo     | Diego Ulissi        |

### 1a etapa
| \| Classificació de l'etapa \| Classificació de l'etapa \| Classificació de l'etapa \| Classificació de l'etapa \| Classificació de l'etapa \| \| Corredor \| Corredor \| Equip \| Temps \| \| \| ------------------------ \| ------------------------ \| ----------------------------- \| ------------------------ \| ------------------------ \| \| 1r \| Pascal Ackermann \| Bora-Hansgrohe \| 4h 04' 58" \| \| \| 2n \| Giacomo Nizzolo \| Dimension Data \| + 0" \| \| \| 3r \| Simone Consonni \| UAE Team Emirates \| + 0" \| \| \| 4t \| Luka Mezgec \| Mitchelton-Scott \| + 0" \| \| \| 5è \| Andrea Vendrame \| Androni Giocattoli-Sidermec \| + 0" \| \| \| 6è \| Rui Oliveira \| UAE Team Emirates \| + 0" \| \| \| 7è \| Grega Bole \| Bahrain-Merida \| + 0" \| \| \| 8è \| Jérémy Leveau \| Delko Marseille Provence \| + 0" \| \| \| 9è \| Kristian Sbaragli \| Israel Cycling Academy \| + 0" \| \| \| 10è \| Umberto Marengo \| Neri Sottoli-Selle Italia-KTM \| + 0" \| \| |                   |                               |            |
| |                   |                               |            |
| Font: ProCyclingStats |                   |                               |            |
| Classificació de l'etapa |                   |                               |            |
| Corredor | Corredor          | Equip                         | Temps      |
| 1r | Pascal Ackermann  | Bora-Hansgrohe                | 4h 04' 58" |
| 2n | Giacomo Nizzolo   | Dimension Data                | + 0"       |
| 3r | Simone Consonni   | UAE Team Emirates             | + 0"       |
| 4t | Luka Mezgec       | Mitchelton-Scott              | + 0"       |
| 5è | Andrea Vendrame   | Androni Giocattoli-Sidermec   | + 0"       |
| 6è | Rui Oliveira      | UAE Team Emirates             | + 0"       |
| 7è | Grega Bole        | Bahrain-Merida                | + 0"       |
| 8è | Jérémy Leveau     | Delko Marseille Provence      | + 0"       |
| 9è | Kristian Sbaragli | Israel Cycling Academy        | + 0"       |
| 10è | Umberto Marengo   | Neri Sottoli-Selle Italia-KTM | + 0"       |

| \| Classificació general \| Classificació general \| Classificació general \| Classificació general \| Classificació general \| \| Corredor \| Corredor \| Equip \| Temps \| \| \| --------------------- \| --------------------- \| --------------------------- \| --------------------- \| --------------------- \| \| 1r \| Pascal Ackermann \| Bora-Hansgrohe \| 4h 04' 48" \| \| \| 2n \| Giacomo Nizzolo \| Dimension Data \| + 4" \| \| \| 3r \| Simone Consonni \| UAE Team Emirates \| + 6" \| \| \| 4t \| Diego Ulissi \| UAE Team Emirates \| + 7" \| \| \| 5è \| Aljaž Jarc \| Adria Mobil \| + 7" \| \| \| 6è \| Matteo Busato \| Androni Giocattoli-Sidermec \| + 8" \| \| \| 7è \| Matthias Krizek \| Felbermayr Simplon Wels \| + 9" \| \| \| 8è \| Luka Mezgec \| Mitchelton-Scott \| + 10" \| \| \| 9è \| Andrea Vendrame \| Androni Giocattoli-Sidermec \| + 10" \| \| \| 10è \| Rui Oliveira \| UAE Team Emirates \| + 10" \| \| |                  |                             |            |
| |                  |                             |            |
| Font: ProCyclingStats |                  |                             |            |
| Classificació general |                  |                             |            |
| Corredor | Corredor         | Equip                       | Temps      |
| 1r | Pascal Ackermann | Bora-Hansgrohe              | 4h 04' 48" |
| 2n | Giacomo Nizzolo  | Dimension Data              | + 4"       |
| 3r | Simone Consonni  | UAE Team Emirates           | + 6"       |
| 4t | Diego Ulissi     | UAE Team Emirates           | + 7"       |
| 5è | Aljaž Jarc       | Adria Mobil                 | + 7"       |
| 6è | Matteo Busato    | Androni Giocattoli-Sidermec | + 8"       |
| 7è | Matthias Krizek  | Felbermayr Simplon Wels     | + 9"       |
| 8è | Luka Mezgec      | Mitchelton-Scott            | + 10"      |
| 9è | Andrea Vendrame  | Androni Giocattoli-Sidermec | + 10"      |
| 10è | Rui Oliveira     | UAE Team Emirates           | + 10"      |

### 2a etapa
| \| Classificació de l'etapa \| Classificació de l'etapa \| Classificació de l'etapa \| Classificació de l'etapa \| Classificació de l'etapa \| \| Corredor \| Corredor \| Equip \| Temps \| \| \| ------------------------ \| ------------------------ \| ----------------------------- \| ------------------------ \| ------------------------ \| \| 1r \| Luka Mezgec \| Mitchelton-Scott \| 3h 35' 55" \| \| \| 2n \| Grega Bole \| Bahrain-Merida \| + 0" \| \| \| 3r \| Andrea Vendrame \| Androni Giocattoli-Sidermec \| + 0" \| \| \| 4t \| Giovanni Visconti \| Neri Sottoli-Selle Italia-KTM \| + 0" \| \| \| 5è \| Diego Ulissi \| UAE Team Emirates \| + 0" \| \| \| 6è \| Aleksandr Vlàssov \| Gazprom-RusVelo \| + 0" \| \| \| 7è \| Ben Hermans \| Israel Cycling Academy \| + 0" \| \| \| 8è \| Ivan Rovni \| Gazprom-RusVelo \| + 0" \| \| \| 9è \| Tadej Pogačar \| UAE Team Emirates \| + 0" \| \| \| 10è \| Jay McCarthy \| Bora-Hansgrohe \| + 0" \| \| |                   |                               |            |
| |                   |                               |            |
| Font: ProCyclingStats |                   |                               |            |
| Classificació de l'etapa |                   |                               |            |
| Corredor | Corredor          | Equip                         | Temps      |
| 1r | Luka Mezgec       | Mitchelton-Scott              | 3h 35' 55" |
| 2n | Grega Bole        | Bahrain-Merida                | + 0"       |
| 3r | Andrea Vendrame   | Androni Giocattoli-Sidermec   | + 0"       |
| 4t | Giovanni Visconti | Neri Sottoli-Selle Italia-KTM | + 0"       |
| 5è | Diego Ulissi      | UAE Team Emirates             | + 0"       |
| 6è | Aleksandr Vlàssov | Gazprom-RusVelo               | + 0"       |
| 7è | Ben Hermans       | Israel Cycling Academy        | + 0"       |
| 8è | Ivan Rovni        | Gazprom-RusVelo               | + 0"       |
| 9è | Tadej Pogačar     | UAE Team Emirates             | + 0"       |
| 10è | Jay McCarthy      | Bora-Hansgrohe                | + 0"       |

| \| Classificació general \| Classificació general \| Classificació general \| Classificació general \| Classificació general \| \| Corredor \| Corredor \| Equip \| Temps \| \| \| --------------------- \| --------------------- \| --------------------------- \| --------------------- \| --------------------- \| \| 1r \| Luka Mezgec \| Mitchelton-Scott \| 7h 40' 43" \| \| \| 2n \| Grega Bole \| Bahrain-Merida \| + 4" \| \| \| 3r \| Andrea Vendrame \| Androni Giocattoli-Sidermec \| + 6" \| \| \| 4t \| Diego Ulissi \| UAE Team Emirates \| + 7" \| \| \| 5è \| Ben Hermans \| Israel Cycling Academy \| + 10" \| \| \| 6è \| Aleksandr Vlàssov \| Gazprom-RusVelo \| + 10" \| \| \| 7è \| Ivan Rovni \| Gazprom-RusVelo \| + 10" \| \| \| 8è \| Tadej Pogačar \| UAE Team Emirates \| + 10" \| \| \| 9è \| Iuri Filosi \| Delko Marseille Provence \| + 10" \| \| \| 10è \| Jan Polanc \| UAE Team Emirates \| + 10" \| \| |                   |                             |            |
| |                   |                             |            |
| Font: ProCyclingStats |                   |                             |            |
| Classificació general |                   |                             |            |
| Corredor | Corredor          | Equip                       | Temps      |
| 1r | Luka Mezgec       | Mitchelton-Scott            | 7h 40' 43" |
| 2n | Grega Bole        | Bahrain-Merida              | + 4"       |
| 3r | Andrea Vendrame   | Androni Giocattoli-Sidermec | + 6"       |
| 4t | Diego Ulissi      | UAE Team Emirates           | + 7"       |
| 5è | Ben Hermans       | Israel Cycling Academy      | + 10"      |
| 6è | Aleksandr Vlàssov | Gazprom-RusVelo             | + 10"      |
| 7è | Ivan Rovni        | Gazprom-RusVelo             | + 10"      |
| 8è | Tadej Pogačar     | UAE Team Emirates           | + 10"      |
| 9è | Iuri Filosi       | Delko Marseille Provence    | + 10"      |
| 10è | Jan Polanc        | UAE Team Emirates           | + 10"      |

### 3a etapa
| \| Classificació de l'etapa \| Classificació de l'etapa \| Classificació de l'etapa \| Classificació de l'etapa \| Classificació de l'etapa \| \| Corredor \| Corredor \| Equip \| Temps \| \| \| ------------------------ \| ------------------------ \| ----------------------------- \| ------------------------ \| ------------------------ \| \| 1r \| Diego Ulissi \| UAE Team Emirates \| 3h 58' 01" \| \| \| 2n \| Aleksandr Vlàssov \| Gazprom-RusVelo \| + 12" \| \| \| 3r \| Giovanni Visconti \| Neri Sottoli-Selle Italia-KTM \| + 17" \| \| \| 4t \| Tadej Pogačar \| UAE Team Emirates \| + 17" \| \| \| 5è \| Andrea Vendrame \| Androni Giocattoli-Sidermec \| + 17" \| \| \| 6è \| Jan Polanc \| UAE Team Emirates \| + 17" \| \| \| 7è \| Esteban Chaves Rubio \| Mitchelton-Scott \| + 17" \| \| \| 8è \| Ben Hermans \| Israel Cycling Academy \| + 17" \| \| \| 9è \| Fausto Masnada \| Androni Giocattoli-Sidermec \| + 19" \| \| \| 10è \| Luka Mezgec \| Mitchelton-Scott \| + 2' 08" \| \| |                      |                               |            |
| |                      |                               |            |
| Font: ProCyclingStats |                      |                               |            |
| Classificació de l'etapa |                      |                               |            |
| Corredor | Corredor             | Equip                         | Temps      |
| 1r | Diego Ulissi         | UAE Team Emirates             | 3h 58' 01" |
| 2n | Aleksandr Vlàssov    | Gazprom-RusVelo               | + 12"      |
| 3r | Giovanni Visconti    | Neri Sottoli-Selle Italia-KTM | + 17"      |
| 4t | Tadej Pogačar        | UAE Team Emirates             | + 17"      |
| 5è | Andrea Vendrame      | Androni Giocattoli-Sidermec   | + 17"      |
| 6è | Jan Polanc           | UAE Team Emirates             | + 17"      |
| 7è | Esteban Chaves Rubio | Mitchelton-Scott              | + 17"      |
| 8è | Ben Hermans          | Israel Cycling Academy        | + 17"      |
| 9è | Fausto Masnada       | Androni Giocattoli-Sidermec   | + 19"      |
| 10è | Luka Mezgec          | Mitchelton-Scott              | + 2' 08"   |

| \| Classificació general \| Classificació general \| Classificació general \| Classificació general \| Classificació general \| \| Corredor \| Corredor \| Equip \| Temps \| \| \| --------------------- \| --------------------- \| ----------------------------- \| --------------------- \| --------------------- \| \| 1r \| Diego Ulissi \| UAE Team Emirates \| 11h 38' 41" \| \| \| 2n \| Aleksandr Vlàssov \| Gazprom-RusVelo \| + 19" \| \| \| 3r \| Andrea Vendrame \| Androni Giocattoli-Sidermec \| + 26" \| \| \| 4t \| Giovanni Visconti \| Neri Sottoli-Selle Italia-KTM \| + 26" \| \| \| 5è \| Ben Hermans \| Israel Cycling Academy \| + 30" \| \| \| 6è \| Tadej Pogačar \| UAE Team Emirates \| + 30" \| \| \| 7è \| Jan Polanc \| UAE Team Emirates \| + 30" \| \| \| 8è \| Esteban Chaves Rubio \| Mitchelton-Scott \| + 30" \| \| \| 9è \| Fausto Masnada \| Androni Giocattoli-Sidermec \| + 36" \| \| \| 10è \| Luka Mezgec \| Mitchelton-Scott \| + 2' 11" \| \| |                      |                               |             |
| |                      |                               |             |
| Font: ProCyclingStats |                      |                               |             |
| Classificació general |                      |                               |             |
| Corredor | Corredor             | Equip                         | Temps       |
| 1r | Diego Ulissi         | UAE Team Emirates             | 11h 38' 41" |
| 2n | Aleksandr Vlàssov    | Gazprom-RusVelo               | + 19"       |
| 3r | Andrea Vendrame      | Androni Giocattoli-Sidermec   | + 26"       |
| 4t | Giovanni Visconti    | Neri Sottoli-Selle Italia-KTM | + 26"       |
| 5è | Ben Hermans          | Israel Cycling Academy        | + 30"       |
| 6è | Tadej Pogačar        | UAE Team Emirates             | + 30"       |
| 7è | Jan Polanc           | UAE Team Emirates             | + 30"       |
| 8è | Esteban Chaves Rubio | Mitchelton-Scott              | + 30"       |
| 9è | Fausto Masnada       | Androni Giocattoli-Sidermec   | + 36"       |
| 10è | Luka Mezgec          | Mitchelton-Scott              | + 2' 11"    |

### 4a etapa
| \| Classificació de l'etapa \| Classificació de l'etapa \| Classificació de l'etapa \| Classificació de l'etapa \| Classificació de l'etapa \| \| Corredor \| Corredor \| Equip \| Temps \| \| \| ------------------------ \| ------------------------ \| ----------------------------- \| ------------------------ \| ------------------------ \| \| 1r \| Giovanni Visconti \| Neri Sottoli-Selle Italia-KTM \| 4h 00' 53" \| \| \| 2n \| Diego Ulissi \| UAE Team Emirates \| + 0" \| \| \| 3r \| Tadej Pogačar \| UAE Team Emirates \| + 0" \| \| \| 4t \| Aleksandr Vlàssov \| Gazprom-RusVelo \| + 0" \| \| \| 5è \| Andrea Vendrame \| Androni Giocattoli-Sidermec \| + 32" \| \| \| 6è \| Esteban Chaves Rubio \| Mitchelton-Scott \| + 32" \| \| \| 7è \| Fausto Masnada \| Androni Giocattoli-Sidermec \| + 32" \| \| \| 8è \| Ben Hermans \| Israel Cycling Academy \| + 1' 38" \| \| \| 9è \| Cameron Meyer \| Mitchelton-Scott \| + 2' 22" \| \| \| 10è \| Lorenzo Rota \| Bardiani CSF \| + 2' 22" \| \| |                      |                               |            |
| |                      |                               |            |
| Font: ProCyclingStats |                      |                               |            |
| Classificació de l'etapa |                      |                               |            |
| Corredor | Corredor             | Equip                         | Temps      |
| 1r | Giovanni Visconti    | Neri Sottoli-Selle Italia-KTM | 4h 00' 53" |
| 2n | Diego Ulissi         | UAE Team Emirates             | + 0"       |
| 3r | Tadej Pogačar        | UAE Team Emirates             | + 0"       |
| 4t | Aleksandr Vlàssov    | Gazprom-RusVelo               | + 0"       |
| 5è | Andrea Vendrame      | Androni Giocattoli-Sidermec   | + 32"      |
| 6è | Esteban Chaves Rubio | Mitchelton-Scott              | + 32"      |
| 7è | Fausto Masnada       | Androni Giocattoli-Sidermec   | + 32"      |
| 8è | Ben Hermans          | Israel Cycling Academy        | + 1' 38"   |
| 9è | Cameron Meyer        | Mitchelton-Scott              | + 2' 22"   |
| 10è | Lorenzo Rota         | Bardiani CSF                  | + 2' 22"   |

| \| Classificació general \| Classificació general \| Classificació general \| Classificació general \| Classificació general \| \| Corredor \| Corredor \| Equip \| Temps \| \| \| --------------------- \| --------------------- \| ----------------------------- \| --------------------- \| --------------------- \| \| 1r \| Diego Ulissi \| UAE Team Emirates \| 15h 39' 28" \| \| \| 2n \| Giovanni Visconti \| Neri Sottoli-Selle Italia-KTM \| + 22" \| \| \| 3r \| Aleksandr Vlàssov \| Gazprom-RusVelo \| + 25" \| \| \| 4t \| Tadej Pogačar \| UAE Team Emirates \| + 30" \| \| \| 5è \| Andrea Vendrame \| Androni Giocattoli-Sidermec \| + 1' 04" \| \| \| 6è \| Esteban Chaves Rubio \| Mitchelton-Scott \| + 1' 08" \| \| \| 7è \| Fausto Masnada \| Androni Giocattoli-Sidermec \| + 1' 14" \| \| \| 8è \| Ben Hermans \| Israel Cycling Academy \| + 2' 14" \| \| \| 9è \| Jan Polanc \| UAE Team Emirates \| + 2' 58" \| \| \| 10è \| Radoslav Rogina \| Adria Mobil \| + 4' 49" \| \| |                      |                               |             |
| |                      |                               |             |
| Font: ProCyclingStats |                      |                               |             |
| Classificació general |                      |                               |             |
| Corredor | Corredor             | Equip                         | Temps       |
| 1r | Diego Ulissi         | UAE Team Emirates             | 15h 39' 28" |
| 2n | Giovanni Visconti    | Neri Sottoli-Selle Italia-KTM | + 22"       |
| 3r | Aleksandr Vlàssov    | Gazprom-RusVelo               | + 25"       |
| 4t | Tadej Pogačar        | UAE Team Emirates             | + 30"       |
| 5è | Andrea Vendrame      | Androni Giocattoli-Sidermec   | + 1' 04"    |
| 6è | Esteban Chaves Rubio | Mitchelton-Scott              | + 1' 08"    |
| 7è | Fausto Masnada       | Androni Giocattoli-Sidermec   | + 1' 14"    |
| 8è | Ben Hermans          | Israel Cycling Academy        | + 2' 14"    |
| 9è | Jan Polanc           | UAE Team Emirates             | + 2' 58"    |
| 10è | Radoslav Rogina      | Adria Mobil                   | + 4' 49"    |

### 5a etapa
| \| Classificació de l'etapa \| Classificació de l'etapa \| Classificació de l'etapa \| Classificació de l'etapa \| Classificació de l'etapa \| \| Corredor \| Corredor \| Equip \| Temps \| \| \| ------------------------ \| ------------------------ \| ----------------------------- \| ------------------------ \| ------------------------ \| \| 1r \| Giacomo Nizzolo \| Dimension Data \| 4h 01' 55" \| \| \| 2n \| Luka Mezgec \| Mitchelton-Scott \| + 0" \| \| \| 3r \| Shane Archbold \| Bora-Hansgrohe \| + 0" \| \| \| 4t \| Andrea Vendrame \| Androni Giocattoli-Sidermec \| + 0" \| \| \| 5è \| Davide Cimolai \| Israel Cycling Academy \| + 0" \| \| \| 6è \| Vincenzo Albanese \| Bardiani CSF \| + 0" \| \| \| 7è \| Umberto Marengo \| Neri Sottoli-Selle Italia-KTM \| + 0" \| \| \| 8è \| Tadej Pogačar \| UAE Team Emirates \| + 0" \| \| \| 9è \| Simone Velasco \| Neri Sottoli-Selle Italia-KTM \| + 0" \| \| \| 10è \| Giovanni Visconti \| Neri Sottoli-Selle Italia-KTM \| + 0" \| \| |                   |                               |            |
| |                   |                               |            |
| Font: ProCyclingStats |                   |                               |            |
| Classificació de l'etapa |                   |                               |            |
| Corredor | Corredor          | Equip                         | Temps      |
| 1r | Giacomo Nizzolo   | Dimension Data                | 4h 01' 55" |
| 2n | Luka Mezgec       | Mitchelton-Scott              | + 0"       |
| 3r | Shane Archbold    | Bora-Hansgrohe                | + 0"       |
| 4t | Andrea Vendrame   | Androni Giocattoli-Sidermec   | + 0"       |
| 5è | Davide Cimolai    | Israel Cycling Academy        | + 0"       |
| 6è | Vincenzo Albanese | Bardiani CSF                  | + 0"       |
| 7è | Umberto Marengo   | Neri Sottoli-Selle Italia-KTM | + 0"       |
| 8è | Tadej Pogačar     | UAE Team Emirates             | + 0"       |
| 9è | Simone Velasco    | Neri Sottoli-Selle Italia-KTM | + 0"       |
| 10è | Giovanni Visconti | Neri Sottoli-Selle Italia-KTM | + 0"       |

## Classificació final
| \| Classificació general \| Classificació general \| Classificació general \| Classificació general \| Classificació general \| \| Corredor \| Corredor \| Equip \| Temps \| \| \| --------------------- \| --------------------- \| ----------------------------- \| --------------------- \| --------------------- \| \| 1r \| Diego Ulissi \| UAE Team Emirates \| 19h 41' 23" \| \| \| 2n \| Giovanni Visconti \| Neri Sottoli-Selle Italia-KTM \| + 22" \| \| \| 3r \| Aleksandr Vlàssov \| Gazprom-RusVelo \| + 25" \| \| \| 4t \| Tadej Pogačar \| UAE Team Emirates \| + 30" \| \| \| 5è \| Andrea Vendrame \| Androni Giocattoli-Sidermec \| + 1' 04" \| \| \| 6è \| Esteban Chaves Rubio \| Mitchelton-Scott \| + 1' 08" \| \| \| 7è \| Fausto Masnada \| Androni Giocattoli-Sidermec \| + 1' 21" \| \| \| 8è \| Ben Hermans \| Israel Cycling Academy \| + 2' 21" \| \| \| 9è \| Jan Polanc \| UAE Team Emirates \| + 3' 17" \| \| \| 10è \| Lorenzo Rota \| Bardiani CSF \| + 4' 49" \| \| |                      |                               |             |
| |                      |                               |             |
| Font: ProCyclingStats |                      |                               |             |
| Classificació general |                      |                               |             |
| Corredor | Corredor             | Equip                         | Temps       |
| 1r | Diego Ulissi         | UAE Team Emirates             | 19h 41' 23" |
| 2n | Giovanni Visconti    | Neri Sottoli-Selle Italia-KTM | + 22"       |
| 3r | Aleksandr Vlàssov    | Gazprom-RusVelo               | + 25"       |
| 4t | Tadej Pogačar        | UAE Team Emirates             | + 30"       |
| 5è | Andrea Vendrame      | Androni Giocattoli-Sidermec   | + 1' 04"    |
| 6è | Esteban Chaves Rubio | Mitchelton-Scott              | + 1' 08"    |
| 7è | Fausto Masnada       | Androni Giocattoli-Sidermec   | + 1' 21"    |
| 8è | Ben Hermans          | Israel Cycling Academy        | + 2' 21"    |
| 9è | Jan Polanc           | UAE Team Emirates             | + 3' 17"    |
| 10è | Lorenzo Rota         | Bardiani CSF                  | + 4' 49"    |

## Classificacions secundàries

### Classificació de la muntanya
| Classificació de la muntanya | Classificació de la muntanya | Classificació de la muntanya  | Classificació de la muntanya | Classificació de la muntanya |
| Corredor                     | Corredor                     | Equip                         | Punts                        |                              |
| ---------------------------- | ---------------------------- | ----------------------------- | ---------------------------- | ---------------------------- |
| 1r                           | Aleksandr Vlàssov            | Gazprom-RusVelo               | 24 pts                       |                              |
| 2n                           | Diego Ulissi                 | UAE Team Emirates             | 16 pts                       |                              |
| 3r                           | Juan Pedro López             | Kometa                        | 14 pts                       |                              |
| 4t                           | Tadej Pogačar                | UAE Team Emirates             | 13 pts                       |                              |
| 5è                           | Esteban Chaves Rubio         | Mitchelton-Scott              | 5 pts                        |                              |
| 6è                           | Matteo Montaguti             | Androni Giocattoli-Sidermec   | 5 pts                        |                              |
| 7è                           | Giovanni Visconti            | Neri Sottoli-Selle Italia-KTM | 4 pts                        |                              |
| 8è                           | Lorenzo Fortunato            | Neri Sottoli-Selle Italia-KTM | 4 pts                        |                              |
| 9è                           | Aljaž Jarc                   | Adria Mobil                   | 3 pts                        |                              |
| 10è                          | Rok Korošec                  | Ljubljana Gusto Santic        | 3 pts                        |                              |

### Classificació per punts
| Classificació per punts | Classificació per punts | Classificació per punts       | Classificació per punts | Classificació per punts |
| Corredor                | Corredor                | Equip                         | Punts                   |                         |
| ----------------------- | ----------------------- | ----------------------------- | ----------------------- | ----------------------- |
| 1r                      | Luka Mezgec             | Mitchelton-Scott              | 80 pts                  |                         |
| 2n                      | Andrea Vendrame         | Androni Giocattoli-Sidermec   | 68 pts                  |                         |
| 3r                      | Diego Ulissi            | UAE Team Emirates             | 67 pts                  |                         |
| 4t                      | Giovanni Visconti       | Neri Sottoli-Selle Italia-KTM | 61 pts                  |                         |
| 5è                      | Aleksandr Vlàssov       | Gazprom-RusVelo               | 47 pts                  |                         |
| 6è                      | Tadej Pogačar           | UAE Team Emirates             | 46 pts                  |                         |
| 7è                      | Giacomo Nizzolo         | Dimension Data                | 45 pts                  |                         |
| 8è                      | Grega Bole              | Bahrain-Merida                | 34 pts                  |                         |
| 9è                      | Ben Hermans             | Israel Cycling Academy        | 26 pts                  |                         |
| 10è                     | Esteban Chaves Rubio    | Mitchelton-Scott              | 25 pts                  |                         |

### Classificació dels joves
| Classificació del millor jove | Classificació del millor jove | Classificació del millor jove | Classificació del millor jove | Classificació del millor jove |
| Corredor                      | Corredor                      | Equip                         | Temps                         |                               |
| ----------------------------- | ----------------------------- | ----------------------------- | ----------------------------- | ----------------------------- |
| 1r                            | Tadej Pogačar                 | UAE Team Emirates             | 19h 41' 53"                   |                               |
| 2n                            | Daniel Savini                 | Bardiani CSF                  | + 10' 52"                     |                               |
| 3r                            | Joan Bou                      | Nippo-Vini Fantini-Faizanè    | + 18' 28"                     |                               |
| 4t                            | Kristjan Hočevar              |                               | + 19' 01"                     |                               |
| 5è                            | Martin Lavrič                 | Dimension Data for Qhubeka    | + 24' 42"                     |                               |
| 6è                            | Aljaž Jarc                    | Adria Mobil                   | + 42' 21"                     |                               |
| 7è                            | Aljaž Prah                    | Ljubljana Gusto Santic        | + 48' 38"                     |                               |
| 8è                            | Tilen Finkšt                  | Ljubljana Gusto Santic        | + 49' 16"                     |                               |
| 9è                            | Florian Kierner               | Felbermayr Simplon Wels       | + 1h 02' 03"                  |                               |
| 10è                           | František Honsa               | AC Sparta Praha               | + 1h 04' 36"                  |                               |

## Evolució de les classificacions
| Etapa | Vencedor          | Classificació general | Classificació per punts | Classificació de la muntanya | Classificació dels joves | Classificació per equips |
| ----- | ----------------- | --------------------- | ----------------------- | ---------------------------- | ------------------------ | ------------------------ |
| 1     | Pascal Ackermann  | Pascal Ackermann      | Pascal Ackermann        | Aljaž Jarc                   | Aljaž Jarc               | UAE Emirates             |
| 2     | Luka Mezgec       | Luka Mezgec           | Luka Mezgec             | Aleksandr Vlàssov            | Tadej Pogačar            | UAE Emirates             |
| 3     | Diego Ulissi      | Diego Ulissi          | Luka Mezgec             | Aleksandr Vlàssov            | Tadej Pogačar            | UAE Emirates             |
| 4     | Giovanni Visconti | Diego Ulissi          | Diego Ulissi            | Aleksandr Vlàssov            | Tadej Pogačar            | UAE Emirates             |
| 5     | Giacomo Nizzolo   | Diego Ulissi          | Luka Mezgec             | Aleksandr Vlàssov            | Tadej Pogačar            | UAE Emirates             |
| Final | Final             | Diego Ulissi          | Luka Mezgec             | Aleksandr Vlàssov            | Tadej Pogačar            | UAE Emirates             |